# District de Judée et Samarie
Le district de Judée et Samarie (Hébreu : אֵזוֹר יְהוּדָה וְשׁוֹמְרוֹן, romanisé : Ezor Yehuda VeShomron ; Arabe : يهودا والسامرة, romanisé : Yahūda wa-s-Sāmara) est une expression employée par le Bureau central des statistiques d'Israël pour désigner un district israélien non reconnu officiellement qui englobe uniquement les colonies israéliennes situées en Cisjordanie. Il s'agit donc d'un district israélien situé hors des frontières de l’État d'Israël - hors des frontières reconnues internationalement, comme hors des frontières qu'Israël a lui-même fixées.
Bien que ce district non officiel soit considéré par la communauté internationale comme faisant partie des territoires palestiniens occupés, les autorités israéliennes l'incluent parmi les districts israéliens, principalement à des fins statistiques.

## Appellation
La désignation « Judée et Samarie » fait référence aux noms historiques des régions de Judée et de Samarie. Elle est utilisée jusqu'en 1947 à l'international, mais à la suite de la conquête de la région par la Jordanie, elle est remplacée par l'expression « Rive ouest » [du Jourdain] en arabe et en anglais, et « Cisjordanie » en français et ses diverses déclinaisons dans les autres langues latines.
Cependant, après la conquête israélienne de la région, le général israélien, gouverneur militaire de Cisjordanie, prend le 17 décembre 1967 la décision signifiant que le terme de « West Bank » (« Rive ouest » [du Jourdain]) ou Cisjordanie en français ne serait plus employé par les autorités israéliennes. Selon cette décision, il ne devait être utilisé que les termes de « Judée-Samarie », les autres termes étant obsolètes.[réf. souhaitée]
Depuis cette décision, les responsables politiques en Israël, les partisans de la colonisation israélienne en Israël ainsi que les personnes ou groupes établis en dehors d'Israël et partisans de cette politique l'emploient systématiquement.
Cependant, dans le reste du monde et selon le droit international, ce sont les noms « Rive ouest » [du Jourdain] ou Cisjordanie qui sont majoritairement utilisés.

## Statut administratif non officiel
La Cisjordanie ne fait pas partie de l'État d'Israël ; le droit civil israélien ne s'applique aux colonies israéliennes que « de manière ponctuelle ».

## Démographie
Le décompte de la population ne prend en compte que les résidents des colonies israéliennes.
| Année | Population |
| ----- | ---------- |
| 1999  | 177 411    |
| 2000  | 192 976    |
| 2003  | 226 852    |
| 2005  | 249 901    |
| 2010  | 313 928    |
| 2015  | 388 285    |
| 2016  | 401 556    |
| 2017  | 416 693    |
| 2018  | 430 147    |
| 2023  | 502 991    |
| 2024  | 517 407    |